# Lake of Bays, Kenora District
Lake of Bays är en sjö i Kanada.   Den ligger i Kenora District och provinsen Ontario, i den sydöstra delen av landet, 1 300 km väster om huvudstaden Ottawa. Lake of Bays ligger 386 meter över havet. Arean är 46 kvadratkilometer. Den sträcker sig 20,1 kilometer i nord-sydlig riktning, och 18,3 kilometer i öst-västlig riktning.
I omgivningarna runt Lake of Bays växer i huvudsak blandskog. Trakten runt Lake of Bays är nära nog obefolkad, med mindre än två invånare per kvadratkilometer.